# Hermann von Liebig

Stammwappen des freiherrlichen Hauses der Liebig

Hermann von Liebig, ab 1845 Freiherr von Liebig (* 3. Februar 1831 in Gießen; † 2. September 1894 in München), zweitältester Sohn Justus von Liebigs, war ein deutscher Agrarwissenschaftler. Er entstammte dem alten Geschlecht Liebig aus dem Odenwald.

## Leben und Werk
Er studierte ab 1851 Chemie an den Universitäten Gießen und München, entdeckte aber alsbald, angeregt durch die agrikulturchemischen Arbeiten seines Vaters, seine Liebe zur Landwirtschaft. 1854 setzte er sein Studium an der Landwirtschaftlichen Zentralschule in Weihenstephan fort. 1855 unternahm er eine mehrmonatige Studienreise nach England und Schottland. 1857 betätigte er sich als Gutsverwalter in Ungarn. 1858 erwarb er Gut Schorn bei Starnberg, das er selbst bewirtschaftete. Seit 1865 arbeitete er auch an der Landwirtschaftlichen Versuchsstation München. 1875 verkaufte er sein Gut und widmete sich ganz den Fragen des wissenschaftlichen Landbaus.
Hermann von Liebig, der die agrikulturchemischen Lehren seines Vaters stets mit Nachdruck vertreten hat, beschäftigte sich vorwiegend mit Problemen der Düngerlehre. Durch mehrere, teilweise kritische Publikationen in Fachzeitschriften und durch zwei Buchveröffentlichungen hat er maßgebend dazu beigetragen, strittige Fragen über die Wirksamkeit mineralischer Düngemittel zu klären. Er übersetzte zwei landwirtschaftliche Lehrbücher des englischen Agrikulturchemikers Samuel W. Johnson.
Hermann Liebig starb 1894 im Alter von 63 Jahren in München.

## Grabstätte

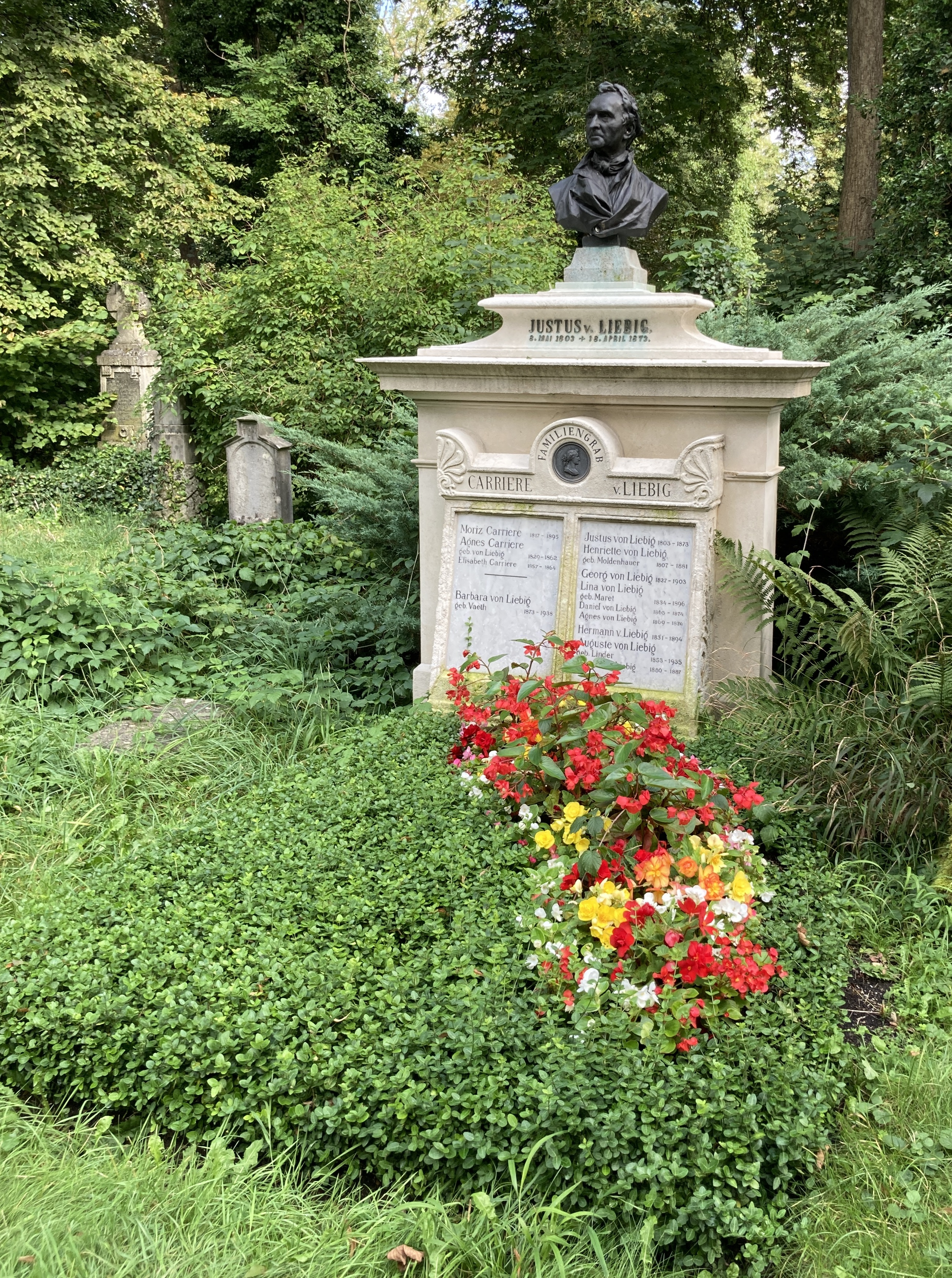
Grab von Georg Liebig auf dem Alten Südlichen Friedhof in München

Die Grabstätte von Hermann Liebig befindet sich auf dem Alten Südlichen Friedhof in München (Gräberfeld 40 – Reihe 12 – Platz 11) Standort. In dem Grab befinden sich auch sein Vater und seine Mutter, sowie Geschwister und weitere Verwandte. In dem Grab befinden sich aufgrund der familiären Verflechtungen auch Mitglieder der Familie Carriere. Das Grabmal entwarf der Bildhauer Anselm Sickinger. Die Büste Justus von Liebigs schuf Michael Wagmüller. Ursprünglich war sie aus Marmor und von einem Glasgehäuse geschützt. Später wurde sie durch eine Bronzekopie ersetzt.

## Familie
Hermann Liebig heiratete am 7. April 1862 in München Anna Frank (* 20. März 1841; † 8. April 1902). Aus der Ehe ging u. a. der Sohn Eugen (1868–1925), Direktor des Aufsichtsamt für Privatversicherung, hervor. Die Ehe wurde 1871 geschiedenen und Hermann Liebig heiratete 1873 in Dinkelsbühl Auguste Linder (* 30. Oktober 1853). Dieser Ehe entstammt u. a. der Sohn Hans von Liebig (1874–1931), Dr. phil., Chemiker und Politiker.

## Schriften
- Die zweckmäßige Anwendung der künstlichen Dünger nebst einem Anhang: über Versuchswirthschaften als Ergänzung der Versuchsstationen. Braunschweig 1867.
- Bewirthschaftung des Staatsgutes Schleißheim seit 1816. Nachweis der Unfähigkeit der Schule Thaers, den Bodenertrag dauernd zu erhöhen, und die Verarmung des Bodens in Folge dieser falschen Doctrin. Eine Studie. München 1869.